# Parlier (Kalifornien)
Parlier ist eine US-amerikanische Stadt im Fresno County im US-Bundesstaat Kalifornien. Sie hat 14.494 Einwohner (Stand: Census 2010; 2000: 11.145). Die Stadt befindet sich bei den geographischen Koordinaten 36,61° Nord, 119,54° West. Das Stadtgebiet hat eine Größe von 4,2 km².

## Lage
Die Stadt liegt im fruchtbaren San Joaquin Valley etwa 30 Kilometer südöstlich von Fresno, etwa 340 Kilometer nördlich von Los Angeles und etwa 320 Kilometer südöstlich von San Francisco.

## Geschichte
Im Jahr 1876 siedelte sich eine Familie Parlier, die aus Springfield (Illinois) kam, an der Stelle der heutigen Stadt an und gab der Siedlung ihren Namen.

## Wirtschaft
Die Umgebung ist vorwiegend landwirtschaftlich geprägt (Zitrusfrüchte, Wein). In der Stadt befindet sich das landwirtschaftliche Forschungsinstitut San Joaquin Valley Agricultural Sciences Center.

## Nachweise
1. ↑  U.S. Census Bureau – Census 2010, abgerufen am 22. September 2017
2. ↑  United States Department of Agriculture  Agricultural Research Service, abgerufen am 22. September 2017